# Tour d'Ain
Voir Tour de l'Ain pour l'épreuve cycliste.
LUX 16 plus connue sous la dénomination Tour d'Ain est une sculpture contemporaine de Nicolas Schöffer représentant une tour haute de 27 mètres installée en 1988 au croisement entre l'A40 et l'A42 sur le territoire de Druillat dans l'Ain.